# Ab imis
La locuzione latina ab imis [fundamentis], tradotta letteralmente, significa "dalle più profonde fondamenta".
In senso figurato la locuzione è utilizzata con il significato di "totalmente", "in tutte le parti", come nelle frasi: "riformare un istituto ab imis", "rinnovare un'amministrazione ab imis".

## Divisa
Ab imis fundamentis ("dai primi principi", "dai più bassi fondamenti") è usato come divisa (motto) da numerose famiglie italiane e straniere, per indicare che una cosa si deve rifare da capo a fondo. Deriva dalla Instauratio magna di Francesco Bacone da Verulamio (1561-1627), che fece precedere il motto da Instauratio facienda.